# Asteroids
Asteroids este un joc video din 1979 dezvoltat de Atari Inc., cel mai popular joc din epoca de aur a jocurilor video arcade.

## Gameplay
Jocul are ca scop scorul, trebuie să distrugi asteroizi pentru a avea un scor mare.